# کریستین زاپاتا
کریستین ادواردو زاپاتا والنسیا (اسپانیایی: Cristián Eduardo Zapata Valencia‎؛ زادهٔ ۳۰ سپتامبر ۱۹۸۶) بازیکن فوتبال اهل کلمبیا است که برای باشگاه جنوا بازی می‌کند. 
او یک مدافع سریع و از نظر جسمی قدرتمند است و به خاطر یارگیری سخت حریفان و قدرت سرزنی معروف است. زاپاتا به‌طور طبیعی راست پا است، اما توانایی بازی با هر دو پا، و در پست مدافع کناری در هر دو طرف زمین را دارد.
او کار خود را در کلمبیا با دیپورتیوو کالی در سال ۲۰۰۴ آغاز کرد و سال بعد به باشگاه اودینزه در سری آ منتقل شد. پس از گذراندن چند فصل با اودینزه، زاپاتا به باشگاه اسپانیایی ویارئال پیوست. در سال ۲۰۱۲، او به ایتالیا بازگشته و به میلان پیوست. پس از اتمام قراردادش با روسونری در سال ۲۰۱۹، او با عقد قراردادی دو ساله، و به عنوان نخستین کلمبیایی راهی جنوا شد.

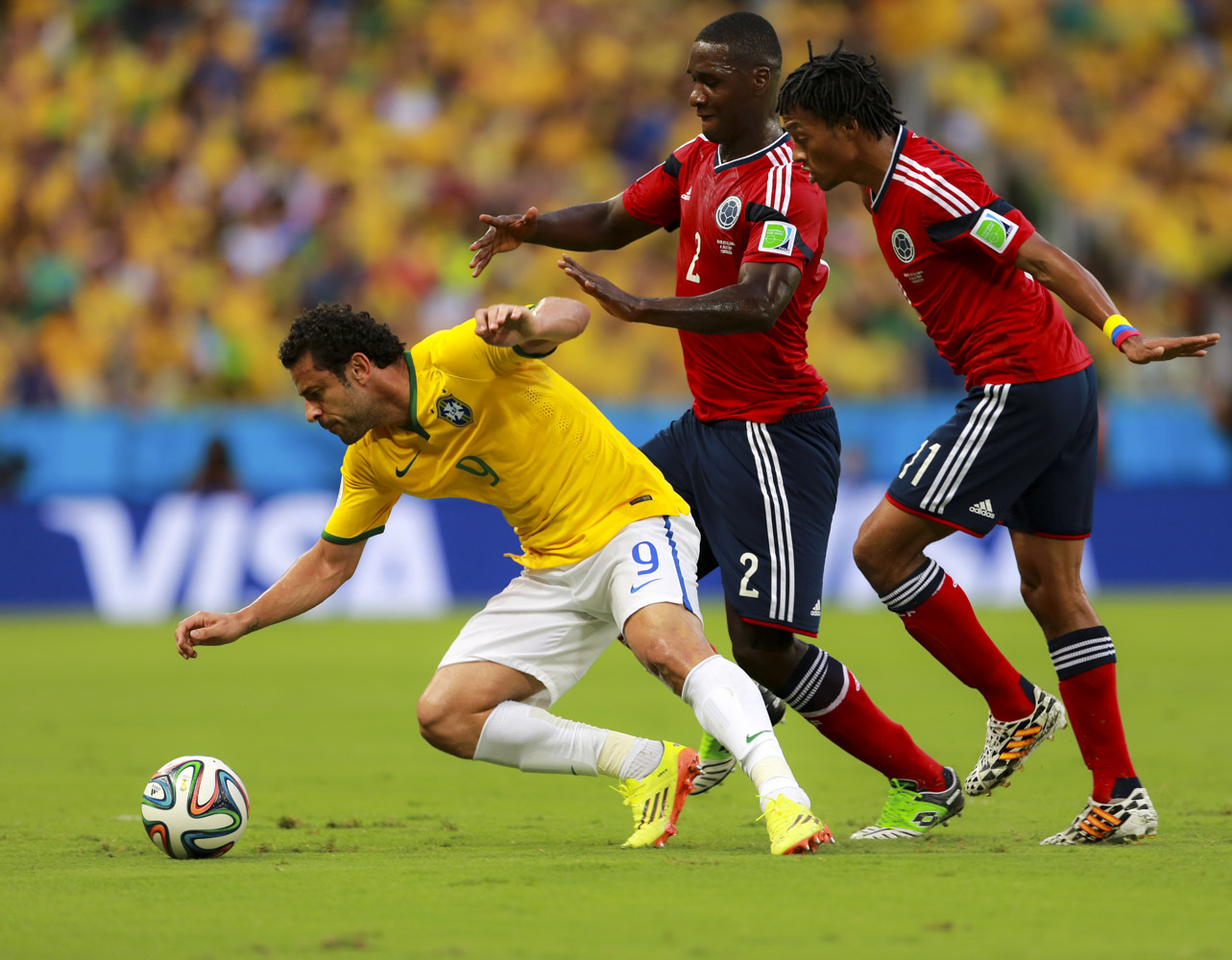
فرد برزیلی در حال رقابت با زاپاتا (در مرکز) و خوان کوادرادو کلمبیایی در یک چهارم‌نهایی جام جهانی ۲۰۱۴

زاپاتا نخستین بازی ملی خود را در سال ۲۰۰۸ برای کلمبیا انجام داد. او در مسابقات کوپا آمریکای ۲۰۱۱، ۲۰۱۵، ۲۰۱۶ و ۲۰۱۹، و همچنین جام‌های جهانی ۲۰۱۴ و ۲۰۱۸ با پیراهن تیم ملی کشورش به میدان رفته‌است.

## زندگی شخصی
عمه زاپاتا لیمباین زاپاتا در ۱ مهٔ ۲۰۱۳ دزدیده شد. آدم ربایان برای آزاد کردن او خواستار ۱۵۰ میلیون پزو شدند. روز بعد پلیس ملی کلمبیا، سارقان را در میراندا شناسایی و دستگیر کرد و لیمباین زاپاتا بدون هیچ آسیبی آزاد شد.
او پسر عموی فوتبالیست حرفه‌ای، دووان زاپاتا است.

## آمار دوران حرفه‌ای

### باشگاهی
تا تاریخ بازی‌های انجام شده تا ۲۵ نوامبر ۲۰۱۹
| عملکرد باشگاهی     | عملکرد باشگاهی     | عملکرد باشگاهی     | لیگ  | لیگ | جام حذفی     | جام حذفی     | قاره‌ای  | قاره‌ای  | مجموع | مجموع |
| فصل                | باشگاه             | لیگ                | حضور | گل  | حضور         | گل           | حضور    | گل      | حضور  | گل    |
| کلمبیا             | کلمبیا             | کلمبیا             | لیگ  | لیگ | جام حذفی     | جام حذفی     | کونمبول | کونمبول | مجموع | مجموع |
| ------------------ | ------------------ | ------------------ | ---- | --- | ------------ | ------------ | ------- | ------- | ----- | ----- |
| ۲۰۰۵               | دیپورتیوو کالی     | سری آ              | ۱۷   | ۰   | —            | —            | —       | —       | ۱۷    | ۰     |
| ایتالیا            | ایتالیا            | ایتالیا            | لیگ  | لیگ | کوپا ایتالیا | کوپا ایتالیا | اروپا   | اروپا   | مجموع | مجموع |
| ۰۶–۲۰۰۵            | اودینزه            | سری آ              | ۲۰   | ۱   | ۵            | ۰            | ۴       | ۰       | ۲۹    | ۱     |
| ۰۷–۲۰۰۶            | اودینزه            | سری آ              | ۳۶   | ۰   | ۲            | ۰            | —       | —       | ۳۸    | ۰     |
| ۰۸–۲۰۰۷            | اودینزه            | سری آ              | ۲۸   | ۱   | ۰            | ۰            | —       | —       | ۲۸    | ۱     |
| ۰۹–۲۰۰۸            | اودینزه            | سری آ              | ۱۸   | ۱   | ۲            | ۰            | ۶       | ۰       | ۲۶    | ۱     |
| ۱۰–۲۰۰۹            | اودینزه            | سری آ              | ۳۱   | ۰   | ۴            | ۰            | —       | —       | ۳۵    | ۰     |
| ۱۱–۲۰۱۰            | اودینزه            | سری آ              | ۳۵   | ۲   | ۳            | ۰            | —       | —       | ۳۸    | ۲     |
| مجموع              | اودینزه            | اودینزه            | ۱۶۸  | ۵   | ۱۶           | ۰            | ۱۰      | ۰       | ۱۹۴   | ۵     |
| اسپانیا            | اسپانیا            | اسپانیا            | لیگ  | لیگ | کوپا دل ری   | کوپا دل ری   | اروپا   | اروپا   | مجموع | مجموع |
| ۱۲–۲۰۱۱            | ویارئال            | لا لیگا            | ۲۸   | ۰   | ۲            | ۰            | ۶       | ۰       | ۳۶    | ۰     |
| ایتالیا            | ایتالیا            | ایتالیا            | لیگ  | لیگ | کوپا ایتالیا | کوپا ایتالیا | اروپا   | اروپا   | مجموع | مجموع |
| ۱۳–۲۰۱۲            | میلان              | سری آ              | ۲۳   | ۰   | ۱            | ۰            | ۵       | ۰       | ۲۹    | ۰     |
| ۱۴–۲۰۱۳            | میلان              | سری آ              | ۲۰   | ۱   | ۱            | ۰            | ۸       | ۱       | ۲۹    | ۲     |
| ۱۵–۲۰۱۴            | میلان              | سری آ              | ۱۲   | ۰   | ۱            | ۰            | ۰       | ۰       | ۱۳    | ۰     |
| ۱۶–۲۰۱۵            | میلان              | سری آ              | ۱۶   | ۱   | ۵            | ۰            | ۰       | ۰       | ۲۱    | ۱     |
| ۱۷–۲۰۱۶            | میلان              | سری آ              | ۱۵   | ۱   | ۱            | ۰            | ۰       | ۰       | ۱۶    | ۱     |
| ۱۸–۲۰۱۷            | میلان              | سری آ              | ۱۲   | ۰   | ۰            | ۰            | ۸       | ۰       | ۲۰    | ۰     |
| ۱۹–۲۰۱۸            | میلان              | سری آ              | ۱۳   | ۰   | ۲            | ۰            | ۵       | ۱       | ۲۰    | ۱     |
| مجموع              | میلان              | میلان              | ۱۱۱  | ۳   | ۱۱           | ۰            | ۲۶      | ۲       | ۱۴۸   | ۵     |
| ۲۰–۲۰۱۹            | جنوا               | سری آ              | ۱۲   | ۱   | ۱            | ۰            | ۰       | ۰       | ۱۳    | ۱     |
| مجموع دوران حرفه‌ای | مجموع دوران حرفه‌ای | مجموع دوران حرفه‌ای | ۳۳۶  | ۹   | ۳۰           | ۰            | ۴۲      | ۲       | ۴۰۸   | ۱۱    |

### بین‌المللی
تا تاریخ ۳ ژوئیه ۲۰۱۸
| تیم ملی | سال   | حضور | گل |
| ------- | ----- | ---- | -- |
| کلمبیا  | ۲۰۰۷  | ۱    | ۰  |
| کلمبیا  | ۲۰۰۸  | ۴    | ۰  |
| کلمبیا  | ۲۰۰۹  | ۷    | ۰  |
| کلمبیا  | ۲۰۱۰  | ۲    | ۰  |
| کلمبیا  | ۲۰۱۱  | ۱    | ۰  |
| کلمبیا  | ۲۰۱۲  | ۱    | ۰  |
| کلمبیا  | ۲۰۱۳  | ۴    | ۰  |
| کلمبیا  | ۲۰۱۴  | ۹    | ۰  |
| کلمبیا  | ۲۰۱۵  | ۱۰   | ۰  |
| کلمبیا  | ۲۰۱۶  | ۷    | ۱  |
| کلمبیا  | ۲۰۱۷  | ۸    | ۱  |
| کلمبیا  | ۲۰۱۸  | ۲    | ۰  |
| مجموع   | مجموع | ۵۶   | ۲  |

### گل‌های ملی
مسابقات انجام شده تا ۱۰ نوامبر ۲۰۱۷. گل‌های کلمبیا در ابتدا قرار دارند. ستون گل، نشانگر گل‌های کلمبیا بعد از هر گل زاپاتا است.
| No. | تاریخ          | ورزشگاه                                   | بازی | حریف                | گل  | نتیجه | رقابت            |
| --- | -------------- | ----------------------------------------- | ---- | ------------------- | --- | ----- | ---------------- |
| ۱   | ۳ ژوئن ۲۰۱۶    | ورزشگاه لیوایز، سانتا کلارا، ایالات متحده | ۴۲   | ایالات متحده آمریکا | ۱–۰ | ۲–۰   | کوپا آمریکا ۲۰۱۶ |
| ۲   | ۱۰ نوامبر ۲۰۱۷ | ورزشگاه جام‌جهانی سوون، سوون، کره جنوبی    | ۵۴   | کرهٔ جنوبی           | ۱–۲ | ۱–۲   | دوستانه          |

## افتخارات

### میلان[۱۵]
- سوپر جام فوتبال ایتالیا: ۲۰۱۶

### جوانان کلمبیا[۱۵]
- قهرمانی جوانان آمریکای جنوبی: ۲۰۰۵

### تیم ملی کلمبیا[۱۵]
- رتبه سوم کوپا آمریکا: ۲۰۱۶